# 呉羽丘陵
呉羽丘陵（くれはきゅうりょう）は、富山県の富山平野にある丘陵である。
呉羽丘陵は一般に呉羽山（くれはやま）とも呼ばれるが、呉羽山は呉羽丘陵の中の標高80mの山（北緯36度42分32秒 東経137度11分6秒 / 北緯36.70889度 東経137.18500度）の名前であり、北側の呉羽山や八ヶ山、南側の城山を含めたものが呉羽丘陵である。

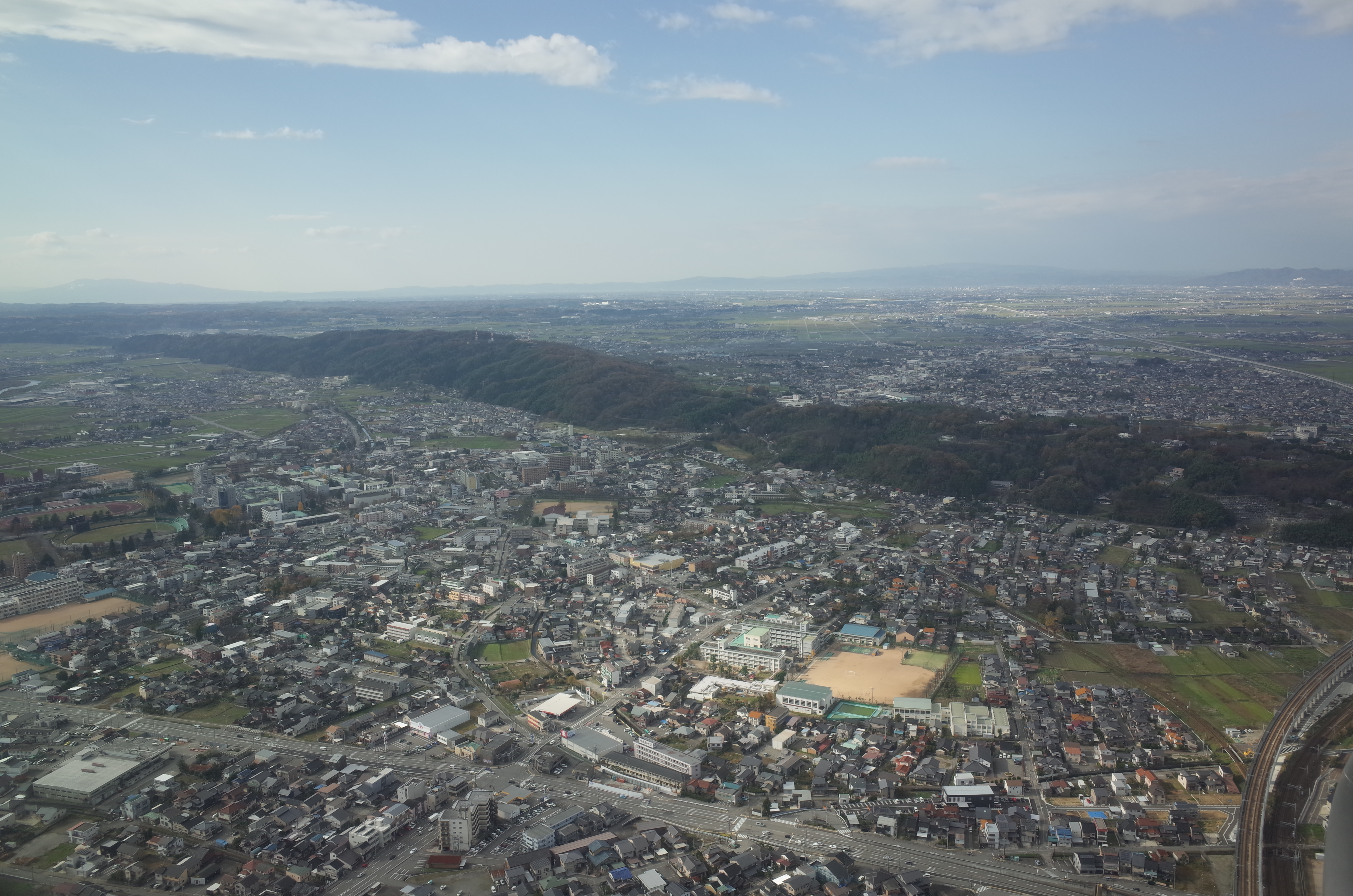
富山平野を二分する呉羽丘陵（富山駅西神通川上空付近から南西方向を望む）

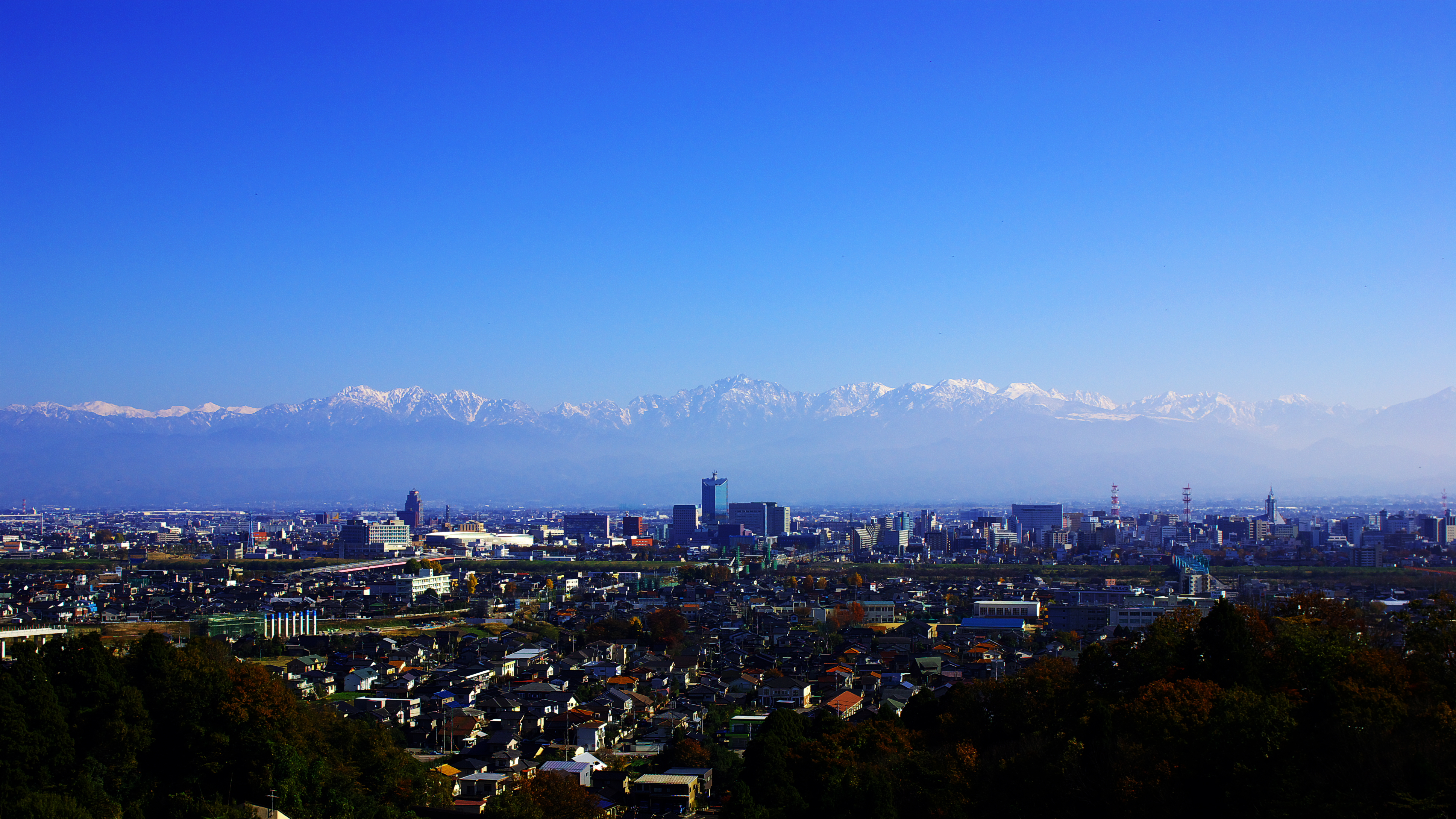
丘陵より立山連峰と富山市街を望む

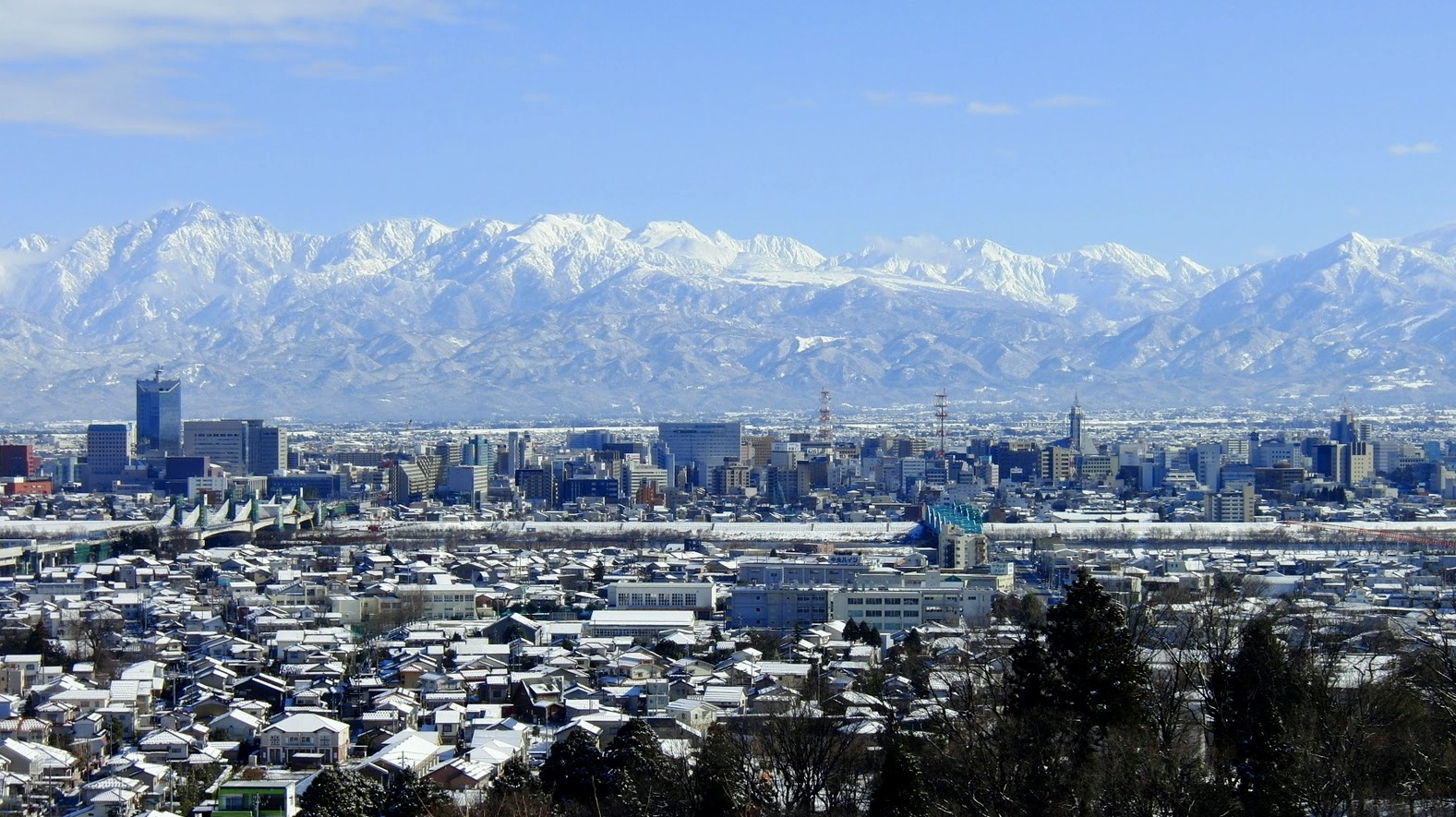
冬の立山連峰と富山市街地

## 歴史と概要

### 歴史
「呉羽」は一帯の地名で、呉服部（くれはとりべ）にちなむものである。機織業を伝来した渡来人・呉織（クレハトリと読み、呉“ご”から我が国に織物を伝えた織工を指す／「はとり」は「機織り」の転）に由来するといわれる（『越中志徴』）。姉倉比売（あねくらひめ）神社の姉倉比売神が機織の神であることも、クレハトリ伝承と関係がある。『源平盛衰記』巻28（北国所々合戦事）には寿永3年（1183年）、源義仲（木曾義仲）の武将・今井兼平の軍勢が「御服山」に陣取ったと書いてある。クレハトリに呉服【呉+服部】の字が宛てられ、これが音読されてゴフクとなり、さらに御服・五福などの字が宛てられるに至ったと考える。山麓の五福（富山大学がある辺り）も山名からの転訛とみられる。天明3年（1783年）以前に成立した堀麦水の『三州奇談』に「くれはの宮」とあるのがクレハの形での文献初出とされる。

### 概要
最高地点の標高は城山の145.3m。山中にある呉羽山公園展望台からの富山市街・立山連峰の眺望が素晴らしく、富山市のキャッチフレーズである「立山あおぐ特等席」を実感することができる。ドライブやサイクリング、ハイキングに適した林道や散策路、五百羅漢（長慶寺）、富山市民俗民芸村 、また過去には呉羽山温泉などもあり、市民にとっては最も身近な憩いの場の一つとなっている。頂上には国内唯一の大正天皇による漢詩の碑が建立されている。第二次世界大戦以前には富山藩主、前田正甫の銅像があったが、戦時中の金属類回収令により失われている。
南北に向かい合う呉羽山と城山にはそれぞれ散策路があり、総延長約15Kmにもなるが、両山の間を通る富山県道44号富山高岡線（旧国道8号）によって分断されている。そのため富山市は、県道を跨ぎ両山の上部を結ぶ歩道橋を計画しており、2020年度着工、2022年度末の完成予定である。総事業費は12億1300万円である。橋は、長さ約124m、幅1.8mの吊り橋で、吊り橋から県道まで高さは約29mとなる予定。将来はライトアップも行う予定である。なお、着工後に橋の設計をめぐり、富山市の担当者らが官製談合の疑いで逮捕されている。
呉羽丘陵は、全長約22kmにわたる呉羽山断層帯の西側が持ち上がってできた丘陵である。そのため、丘陵の西側はゆるやかな斜面になっているのに対し、東側は急斜面となっている。呉羽山断層は活断層であり、将来はマグニチュード7を超える地震の発生が指摘されている。
呉羽丘陵によって富山平野は二分されており、かつては言葉や風俗の境界とされていた。呉羽丘陵よりも東側が呉東（ごとう）、西側が呉西（ごせい）と俗に呼ばれる（天気予報などでは使用される「県東部」「県西部」は概ね呉東・呉西と同じだが、市の境界で分けられる点と山岳部についても定義される点が異なる）。富山県内の多くの箇所から見え、かつ、放送局のある富山市中心部から近いことから、頂上部には各放送局の送信塔が並ぶ。
「富山」という地名の由来について、かつて越中国の国府のあった現在の高岡市から見て、呉羽丘陵の外側にあった事から外山（とやま）と呼ばれ、それが変化して富山になったという説がある。

## 自然

### 植生
呉羽丘陵は全域が暖温帯のヤブツバキクラス域に属し、137科927種の植物の生育が記録されている。これは富山内で生育が知られる植物種約2500種の約4割にあたり、呉羽丘陵一帯は比較的多様な環境が存在すると言える。ただし湿性の環境が少なく、湿地性の植物はあまり見られない。
呉羽丘陵に生息する植物の中で分布上特記すべき種として、コシダ、ヤマドリゼンマイ、コバギボウシ、ホトトギス、キンラン、アケボノシュスラン、クモキリソウ、ジャヤナギ、メヤブマオ、オオヤマフスマ、サネカズラ、オクチョウジザクラ、ニオイタチツボスミレ、トウグミ、オクノフウリンウメモドキ、カラタチバナ、コシジタビラコ、オオマルバノホロシ、サワギキョウ、キキョウ、タイアザミ、ミクリ、ケナシトウササクサ、チャシバスゲ、タチスゲ、メアゼテンツキが挙げられる。

### 哺乳類
1991年中の調査ではニホンジネズミ、アズマモグラ、ヒミズ、キクガシラコウモリ、ニホンザル、アブラコウモリ、タヌキ、ニホンイタチ、テン、アナグマ、ムササビ、ハタネズミ、アカネズミ、ドブネズミ、クマネズミ、ハツカネズミ、ノウサギの6目10科17種の生息が確認された。このうちニホンザルはヒトリザルのみが確認され県東部からの遊動と考えられる。

## 交通機関
1913年春に呉羽運体器が運転を開始した。山麓から山頂にワイヤーを張り、ゴンドラを吊り下げ、原動機からゴンドラに取付けた別のワイヤーにより上下させる方式であった。ところが9月に上下のゴンドラが中間で接触。屋根のないゴンドラから乗客が転落し、重傷をおうという事故をおこしてしまう。このため経営者は廃止届けを提出。運行期間は1年もたなかった。その後1924年春に富山市の久野藤作は山上に展望台を設置し行楽客を誘致することを計画。交通手段としてインクラインを敷設、起点は市電呉羽公園前付近とし山上駅屋上に展望台を設けた（呉羽インクライン）。1925年4月より運行を開始したが客足は伸びず借入金は増えるばかりあった。このため経営者は行方不明となり営業を停止。1928年に興業許可を取り消され廃止となった。

## 呉羽テレビ・FM放送所
富山県は3大都市圏以外では最初に地上デジタル放送が開始された。

### デジタルテレビ放送
| ID | 放送局名               | 呼出符号 | 物理 チャンネル | 空中線電力 | ERP   | 偏波面   | 放送対象地域 | 放送区域 内世帯数 | 運用 開始日    |
| -- | ---------------------- | -------- | --------------- | ---------- | ----- | -------- | ------------ | ----------------- | -------------- |
| 1  | KNB 北日本放送         | JOLR-DTV | 28              | 1kW        | 8.9kW | 水平偏波 | 富山県       | 340,156世帯       | 2004年 10月1日 |
| 2  | NHK 富山教育           | JOIC-DTV | 24              | 1kW        | 7.7kW | 水平偏波 | 全国         | 340,156世帯       | 2004年 10月1日 |
| 3  | NHK 富山総合           | JOIG-DTV | 27              | 1kW        | 7.7kW | 水平偏波 | 富山県       | 340,156世帯       | 2004年 10月1日 |
| 6  | TUT チューリップテレビ | JOJH-DTV | 22              | 1kW        | 9.8kW | 水平偏波 | 富山県       | 340,156世帯       | 2006年 10月1日 |
| 8  | BBT 富山テレビ放送     | JOTH-DTV | 18              | 1kW        | 9.8kW | 水平偏波 | 富山県       | 340,156世帯       | 2006年 10月1日 |

- 放送区域： 富山県高岡市、滑川市、射水市及び中新川郡舟橋村の全域並びに富山市、魚津市、氷見市、黒部市、砺波市、小矢部市、南砺市、中新川郡上市町、立山町、下新川郡入善町及び朝日町の各一部、石川県七尾市及び鹿島郡中能登町の各一部[7][8][9][10][11]
- NHKとKNBは、2004年6月15日に予備免許交付[12]、9月28日に本免許が交付され[8]、10月1日に本放送を開始した。また、TUTとBBTは、2005年11月15日に予備免許交付[10]、2006年9月27日に本免許が交付され[13]、10月1日に本放送を開始した。
- NHKとKNBは、2004年10月1日から11月30日まで出力10Wで、放送区域内世帯数が280,895世帯だった。

### FMラジオ放送
| 周波数  | 放送局名                  | 呼出符号 | 空中線電力 | ERP   | 偏波面   | 放送対象地域 | 放送区域内世帯数 | 運用開始日   |
| ------- | ------------------------- | -------- | ---------- | ----- | -------- | ------------ | ---------------- | ------------ |
| 81.5MHz | NHK 富山FM                | JOIG-FM  | 1kW        | 5.5kW | 水平偏波 | 富山県       | -                | 1969年3月1日 |
| 82.7MHz | FMとやま 富山エフエム放送 | JOOU-FM  | 1kW        | 4.5kW | 水平偏波 | 富山県       | -                | 1985年4月1日 |

- FMとやまはBBTの施設を間借りしている。
- 送信所の看板は近年まで開局当初の状態だった（住所も旧社屋）が、看板が一新され、住所も現社屋になっている。
- なお、2014年12月1日に開局したKNB北日本放送のFM補完中継局については、北日本放送FM補完中継局を参照。

### アナログテレビ放送
| チャンネル 番号 | 放送局名               | 呼出符号 | 空中線電力          | ERP                 | 偏波面   | 放送対象 地域 | 放送区域 内世帯数 | 運用開始日    | 運用終了日    |
| --------------- | ---------------------- | -------- | ------------------- | ------------------- | -------- | ------------- | ----------------- | ------------- | ------------- |
| 1               | KNB 北日本放送         | JOLR-TV  | 映像3kW/ 音声750W   | 映像18kW/ 音声4.5kW | 水平偏波 | 富山県        | -                 | 1959年4月1日  | 2011年7月24日 |
| 3               | NHK 富山総合           | JOIG-TV  | 映像3kW/ 音声750W   | 映像17kW/ 音声4.3kW | 水平偏波 | 富山県        | -                 | 1958年10月1日 | 2011年7月24日 |
| 10              | NHK 富山教育           | JOIC-TV  | 映像3kW/ 音声750W   | 映像25kW/ 音声6.2kW | 水平偏波 | 全国          | -                 | 1961年4月1日  | 2011年7月24日 |
| 32              | TUT チューリップテレビ | JOJH-TV  | 映像10kW/ 音声2.5kW | 映像98kW/ 音声24kW  | 水平偏波 | 富山県        | -                 | 1990年10月1日 | 2011年7月24日 |
| 34              | BBT 富山テレビ放送     | JOTH-TV  | 映像10kW/ 音声2.5kW | 映像98kW/ 音声24kW  | 水平偏波 | 富山県        | -                 | 1969年4月1日  | 2011年7月24日 |

### マルチメディア放送
| 周波数                                  | 放送局名     | 空中線電力 | ERP  | 放送区域                              | 放送区域内世帯数 | 運用開始日    | 運用終了日    |
| --------------------------------------- | ------------ | ---------- | ---- | ------------------------------------- | ---------------- | ------------- | ------------- |
| 214.714286MHz VHF11chに相当する周波数帯 | Jモバ富山MMH | 7.5kW      | 35kW | 富山県の広範囲及び 石川県七尾市の一部 | 約359,000世帯    | 2013年1月30日 | 2016年6月30日 |

- 放送区域： 富山県高岡市、滑川市、砺波市、射水市及び中新川郡舟橋村の全域、並びに富山県富山市、魚津市、氷見市、黒部市、小矢部市、南砺市、中新川郡上市町、立山町、下新川郡入善町、朝日町及び石川県七尾市の各一部[15][16]
- 2012年11月19日に予備免許が交付され[15][17]、12月17日に試験電波の発射を開始[18]。2013年1月29日に本免許が交付され[19][14]、1月30日に本運用を開始した[14]。
- 局舎・鉄塔はTUTの施設を間借りしていた。

### 所在地
- NHK： 富山市呉羽町大谷16番9号[7][8][9][10][11]
- KNB： 富山市呉羽町字小竹大谷16番10号
- TUT・旧Jモバ:富山市呉羽町字大谷20番地
- BBT・FMとやま:富山市呉羽町小竹大谷21番地(BBTのみ、デジタルの名称が「城山送信所」で、アナログの名称が「富山放送所」。)

## NHK新川アナログテレビ中継局
スポラディックE層出現時の新川地区における外国電波の混信障害を解消するため、2001年1月に開催されたNHKの第898回経営委員会において、新川テレビ中継局（アナログ放送）の開設が決定され、同年4月に運用を開始した。
| チャンネル 番号 | 放送局名     | 空中線 電力       | ERP                 | 偏波面   | 放送対象地域 | 放送区域 内世帯数 | 運用 開始日    |
| --------------- | ------------ | ----------------- | ------------------- | -------- | ------------ | ----------------- | -------------- |
| 62              | NHK 富山総合 | 映像30W/ 音声7.5W | 映像1.5kW/ 音声380W | 水平偏波 | 富山県       | 約26,000世帯      | 2001年 4月27日 |

- 所在地:NHK呉羽TV・FM放送所（富山親局）に同じ（併設）
- 2011年7月24日をもって廃局。

## 丘陵内・周辺の主な施設
- 呉羽山温泉〔丘陵北側中腹〕
- 富山市民俗民芸村 - 博物館や資料館・美術館など、9施設を集積した文化施設集落。〔丘陵北東麓〕
- 五百羅漢（長慶寺）富山市指定史跡〔丘陵北東麓〕
- 富山県立図書館〔丘陵北西麓〕
- 富山県公文書館〔丘陵北西麓〕
- 富山県埋蔵文化財センター〔丘陵北西麓〕
- 県営富山弓道場〔丘陵北西麓〕
- 北代遺跡 - 縄文時代中期からの大集落跡（国の史跡）。現在は富山市北代縄文広場（北代縄文館）として竪穴建物などを復元し公開（無料）。〔丘陵北側〕
- 白鳥城址 - 越中守護代神保長職が、上杉謙信の越中攻めに備えて本格的に築城し、富山城の詰城としたと云われる。〔城山山頂〕
- 呉羽ハイツ〔城山山頂付近〕
- 富山県立富山総合支援学校〔丘陵南東麓〕
- 呉羽青少年自然の家〔丘陵南西麓〕
- 富山市ファミリーパーク〔丘陵南麓〕
- 富山大学杉谷キャンパス〔丘陵南麓〕